# フェニルピルビン酸
フェニルピルビン酸(Phenylpyruvic acid)は、ピルビン酸の誘導体である。